# Jan Szeruda

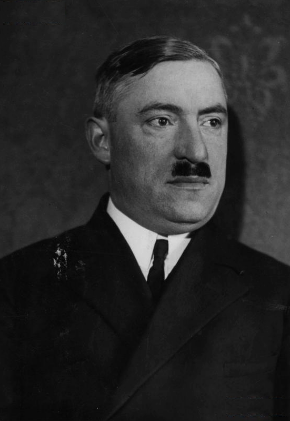
Jan Szeruda (1928)

Jan Szeruda (* 26. Dezember 1889 in Wendrin, Österreichisch-Schlesien; † 21. März 1962 in Warschau, Volksrepublik Polen) war ein polnischer lutherischer Theologe und Bischof der Evangelisch-Augsburgischen Kirche in Polen.

## Leben
Er war der Sohn eines Handwerkers und absolvierte das polnische Gymnasium in Teschen. Anschließend studierte er evangelische Theologie in Wien und Halle. Nach seinem Abschluss war er Präfekt am polnischen Gymnasium in Orłowa (Teschener Schlesien).
Jan Szeruda wurde am 15. August 1917 in Naws ordiniert, wo er anschließend Vikar wurde. Nach Abschluss eines weiteren theologischen Studiums in Basel, wo er ein Lizentiat der Theologie erhielt, begann er an der Universität Warschau zu lehren und zu forschen. Am 22. April 1922 wurde er zum außerordentlichen Professor ernannt und ab dem 5. Dezember 1929 war er ordentlicher Professor und Leiter des Lehrstuhls für Exegese des Alten Testaments und der hebräischen Sprache. Er widmete der aufstrebenden ökumenischen Bewegung in Polen und auf der ganzen Welt große Aufmerksamkeit. Während der deutschen Besatzung Polens arbeitete er als Angestellter und hielt Vorlesungen in Theologie an einer Untergrunduniversität, an der er Dekan war. Im Februar 1945 kehrte er in das zerstörte Warschau zurück.
Am 21. Juni 1945 ernannte die Versammlung der Geistlichen in Łódź Jan Szeruda zum amtierenden Bischof der Evangelisch-Augsburgischen Kirche in Polen, bis die ordentliche Synode der Kirche einberufen wurde. Er begann den Wiederaufbau der Kirche, die durch den Krieg zerstreut worden war, und nahm seine Vorlesungen an der Fakultät für Evangelische Theologie der Universität Warschau wieder auf. Das Bischofsamt hatte er nur bis zum Herbst 1951 inne, da die kommunistischen Behörden ihre Zustimmung zu seiner weiteren Amtszeit als Bischof widerriefen und sich weigerten, ihn zur Bischofswahl zuzulassen.
Jan Szeruda beteiligte sich an der Arbeit der Übersetzungskommission für die Heilige Schrift und wirkte als Professor an der Christlichen Theologischen Akademie Warschau, die 1954 als Ersatz für die Fakultät für Evangelische Theologie der Universität Warschau gegründet wurde.
Jan Szeruda starb am 21. März 1962 in Warschau und wurde auf dem evangelischen Friedhof in Warschau beigesetzt.

## Ehrungen
- Ehrendoktorwürde der Universität Basel (1929)
- Ehrendoktorwürde der Karls-Universität Prag (1948)

## Veröffentlichungen
- Słowniczek hebrajsko-polski. Książnica polska, Lwów 1921.
- Das Wort Jahwes. Eine Untersuchung zur israelitisch-jüdischen Religionsgeschichte. Łódź 1921.
- Charakter narodowy i uniwersalny religji izraelskiej. Zwiastun Ewangeliczny, Warschau 1922.
- Księga psalmów. Brytyjskie i Zagraniczne Towarzystwo Biblijne w Warszawie, Warschau 1937, Neuauflage 1957.
- The Protestant Churches of Poland. London 1938.
- Zarys dziejów teologii ewangelickiej w Polsce. Polska Akademia Nauk, Krakau 1953.
- Amos – prorok i proroctwo. Wydawnictwo Literatury Religijnej, Warschau 1960.